# Limnophila tasioceroides
Limnophila tasioceroides là một loài ruồi trong họ Limoniidae. Chúng phân bố ở miền Australasia.